# Delta IV Heavy
El Delta IV Heavy (Delta 9250H)(«Delta IV Pesado»), fue un vehículo de lanzamiento de carga pesada desechable, el tipo más grande de la familia Delta IV. Fue fabricado por United Launch Alliance y se lanzó por primera vez en 2004. 
El Delta IV Heavy utilizó dos Common Booster Core (CBC) adicionales como reforzadores de cohetes líquidos en lugar de los motores de cohetes sólidos GEM-60 utilizados por las versiones Delta IV Medium +. En el momento del despegue, los tres núcleos operan a pleno empuje, y 44 segundos más tarde el núcleo central se reduce hasta un 55% para conservar el combustible hasta la separación del refuerzo. Los propulsores se queman a los 242 segundos después del lanzamiento y se separan cuando el acelerador de núcleo vuelve a acelerar por completo. El núcleo se quema 86 segundos después, y la segunda etapa completa el ascenso a la órbita.

## Historia
La familia de cohetes Delta fue desarrollada por McDonnell Douglas, más tarde United Launch Alliance, y Delta IV Heavy es una versión más pesada de la familia, en comparación con cohetes más pequeños como el Delta IV Medium. El Delta IV Heavy puede elevar 28.370 kg a la órbita terrestre baja y 13.810 kg a la órbita de transferencia geoestacionaria. Es un cohete de 2 etapas en general, con dos aceleradores de laterales, todos los cohetes de combustible líquido. 
El primer lanzamiento del Delta IV Heavy en 2004 incluía una carga útil estándar (carga útil ficticia) y no alcanzaba la órbita deseada. La cavitación en las líneas propulsoras de oxígeno líquido provocó el cierre de ambos amplificadores ocho segundos antes y el motor central nueve segundos antes; esto dio como resultado una velocidad de estadificación menor para la cual la segunda etapa no pudo compensar. La carga útil se dejó en una órbita inferior a la prevista. Su primera carga útil operativa fue el satélite DSP-23, lanzado con éxito en 2007; luego se utilizó para lanzar otros cinco satélites de reconocimiento visuales y electrónicos para la Oficina Nacional de Reconocimiento hasta 2013. 
En diciembre de 2014, el Delta IV Heavy se utilizó para lanzar un vuelo de prueba sin tripulación del vehículo de tripulación multiuso Orion, designado EFT-1. Después de varias demoras el 4 de diciembre, la misión se lanzó con éxito a las 12:05 UTC del 5 de diciembre.
Cuando se presentó, el Delta IV Heavy tenía la mayor capacidad de carga útil de todos los cohetes operacionales. Fue superado en febrero de 2018 con el lanzamiento inaugural del Falcon Heavy.
En 9 de abril de 2024, el último Delta IV Heavy se lanzó y con ello fue el último vuelo de la familia de cohetes Delta. 

## Historial
| Fecha                    | Carga                                         | Masa        | Resultado     |
| ------------------------ | --------------------------------------------- | ----------- | ------------- |
| 21 de diciembre de 2004  | DemoSat, Sparkie / 3CS-1 y un Ralphie / 3CS-2 | ~6000 kg    | Fallo parcial |
| 11 de noviembre de 2007  | DSP-23 Defense Support Program                | 5.250 kg    | Éxito         |
| 18 de junio de 2009      | Orion 6 / Mentor 4 (USA-202 / NROL-26)        | Clasificado | Éxito         |
| 21 de noviembre de 2010  | Orion 7 / Mentor 5 (USA-223 / NROL-32)        | Clasificado | Éxito         |
| 20 de enero de 2011      | KH-11 Kennen 15 (USA-224 / NROL-49)           | <17.000 kg  | Éxito         |
| 29 de junio de 2012      | Orion 8 / Mentor 6 (USA-237 / NROL-15)        | Clasificado | Éxito         |
| 28 de agosto de 2013     | KH-11 Kennen 16 (USA-245 / NROL-65)           | <17.000 kg  | Éxito         |
| 5 de diciembre de 2014   | Orión / Exploration Flight Test-1 (EFT-1)     | 25.848 kg   | Éxito         |
| 11 de junio de 2016      | Orion 9 / Mentor 7 (USA-268 / NROL-37)        | Clasificado | Éxito         |
| 12 de agosto de 2018     | Sonda Solar Parker                            | 685 kg      | Éxito         |
| 19 de enero de 2019      | NROL-71                                       | Clasificado | Éxito         |
| 11 de diciembre de 2020  | Orion 10 / Mentor 8 (USA-268/ NROL-44)        | Clasificado | Éxito         |
| 26 de abril de 201       | KH-11 Kennen 17 (NROL-82)                     | Clasificado | Éxito         |
| 24 de septiembre de 2022 | KH-11 Kennen 18 (NROL-91)                     | Clasificado | Éxito         |
| 22 de junio de 2023      | Orion 11 / Mentor 9 (NROL-68)                 | Clasificado | Éxito         |
| 9 de abril de 2024       | Orion 12 / Mentor 10 (NROL-70)                | Clasificado | Éxito         |

## Cohetes comparables
- Ariane 5
- Long March 5
- Proton-M
- Geosynchronous Satellite Launch Vehicle Mark III
- Angara A5
- Falcon Heavy
- New Glenn
- Atlas V Heavy
- Saturn IB
- Titan III
- Titan IV